# Bettoncourt
Bettoncourt è un comune francese di 96 abitanti situato nel dipartimento dei Vosgi nella regione del Grand Est.

## Storia

### Simboli
Il comune non ha adottato uno stemma. Esiste un emblema non ufficiale che riprende il blasone dell'antica e nobile famiglia Bettoncourt (di rosso, a tre celate chiuse d'oro) ma non è riconosciuto dal comune.

## Società

### Evoluzione demografica
Abitanti censiti